# هانس إبرامسن
هانس إبرامسن (بالسويدية: Hans Abramson)‏ هو مخرج وكاتب سيناريو ومخرج سويدي، ولد في 5 مايو 1930 في ستوكهولم في السويد، وتوفي في 9 يونيو 2012.

## وصلات خارجية
- هانس إبرامسن على موقع IMDb (الإنجليزية)
- هانس إبرامسن على موقع ألو سيني (الفرنسية)
- هانس إبرامسن على موقع قاعدة بيانات الأفلام السويدية (السويدية)
- هانس إبرامسن على موقع قاعدة بيانات الفيلم (الإنجليزية)
- هانس إبرامسن على موقع كينوبويسك (الروسية)